# Langenweißbach
Langenweißbach település Németországban, azon belül Szászország tartományban. Lakosainak száma 2400 fő (2023. december 31.). Langenweißbach Wilkau-Haßlau és Schneeberg községekkel határos.

## Népesség
A település népességének változása:
| Lakosok száma | 2580 | 2479 | 2461 | 2433 | 2418 | 2400 |
|               | 2014 | 2017 | 2019 | 2021 | 2022 | 2023 |